# Perfekte Hash-Funktion
Eine perfekte Hash-Funktion ist eine Hashfunktion {\displaystyle h\colon S\rightarrow T}, die unterschiedliche Elemente {\displaystyle x\neq x'} aus einer endlichen und festen Schlüsselmenge {\displaystyle S} auf unterschiedliche Elemente {\displaystyle h(x)\neq h(x')} aus einer Bildmenge {\displaystyle T} abbildet (keine Kollisionen, Injektivität). Aus der Injektivität ergibt sich ein wichtiger Vorteil: Auf ein Element einer Hashtabelle, die mit einer perfekten Hash-Funktion erstellt wurde, kann im worst Case in konstanter Zeit zugegriffen werden.
Eine perfekte Hash-Funktion heißt minimal, wenn {\displaystyle T=\{0,\dotsc ,\left\vert S\right\vert -1\}}, d. h. {\displaystyle \left\vert S\right\vert =\left\vert T\right\vert \,}. Das bedeutet, dass die Bildmenge der Funktion genauso viele Elemente wie die Urbildmenge hat. In der Praxis senkt dies den Speicherbedarf des Arrays, das die Elemente für jedes {\displaystyle h(s)} mit {\displaystyle s\in S} speichert, auf das Minimum.
Im Gegensatz zu nicht perfektem Hashing, das amortisiert {\displaystyle {\mathcal {O}}(1)} Zugriffszeit benötigt und im worst Case {\displaystyle {\mathcal {O}}(\log n)}, bietet perfektes Hashing selbst im worst Case einen Zugriff auf die Elemente in konstanter Zeit {\displaystyle {\mathcal {O}}(1)}, ist also deutlich schneller. Dies wird erreicht, indem die Werte {\displaystyle s} der Schlüssel in einem von {\displaystyle 0} bis {\displaystyle \left\vert T\right\vert -1} indizierten Array an der Position {\displaystyle h(s)} gespeichert werden; im Gegensatz zu normalem Hashing enthält jeder Eimer (Bucket) aufgrund der Injektivität von {\displaystyle h} also nur genau ein Element. Dafür bezahlt man mit Rechenzeit, um die Hashfunktion zu konstruieren, und benötigt mehr Speicherplatz.
In der Praxis sucht man Hashfunktionen mit folgenden Eigenschaften:
- Konstruktion in {\displaystyle {\mathcal {O}}(n)} Zeit, d. h. mit wachsender Schlüsselanzahl {\displaystyle \left\vert S\right\vert } steigt die Zeit der Konstruktion linear.
- Evaluation in {\displaystyle {\mathcal {O}}(1)}, d. h. nach Konstruktion kann man einen Schlüssel {\displaystyle s\in S} in konstanter Zeit auf einen Index {\displaystyle h(s)} abbilden.
- Die Hashfunktion benötigt möglichst wenig Speicher.
- Die Hashfunktion soll minimal perfekt sein.

Derzeit gängige minimal perfekte Hashfunktionen arbeiten in {\displaystyle O(n)} Zeit zur Konstruktion und benötigen mindestens 1,56 Bit pro Schlüssel.
(Minimale) perfekte Hashfunktionen sind in der Praxis dann angebracht, wenn:
- es eine feste Schlüsselmenge {\displaystyle S} gibt, der jeweils Werte zugeordnet sind (bei sich ständig ändernden Schlüsselmengen wäre eine ständige Neukonstruktion zu zeitintensiv),
- genug Zeit vorhanden ist, um die Hashfunktion zu konstruieren,
- auf die Werte ein Zugriff in konstanter Zeit benötigt wird,
- zusätzlicher Speicher für die Hashfunktion vorhanden ist.